# Hazerswoude-Rijndijk
Hazerswoude-Rijndijk (52° 08′ N, 4° 35′ L) é uma vila dos Países Baixos, na província de Holanda do Sul. Hazerswoude-Rijndijk pertence ao município de Rijnwoude, e está situada a 5 km, a oeste de Alphen aan de Rijn.
A área de Hazerswoude-Rijndijk, que também inclui as partes periféricas da cidade, bem como a zona rural circundante, tem uma população estimada em 5400 habitantes.